# Orchelimum delicatum
Orchelimum delicatum är en insektsart som beskrevs av Bruner, L. 1892. Orchelimum delicatum ingår i släktet Orchelimum och familjen vårtbitare. Inga underarter finns listade i Catalogue of Life.